# Anusch

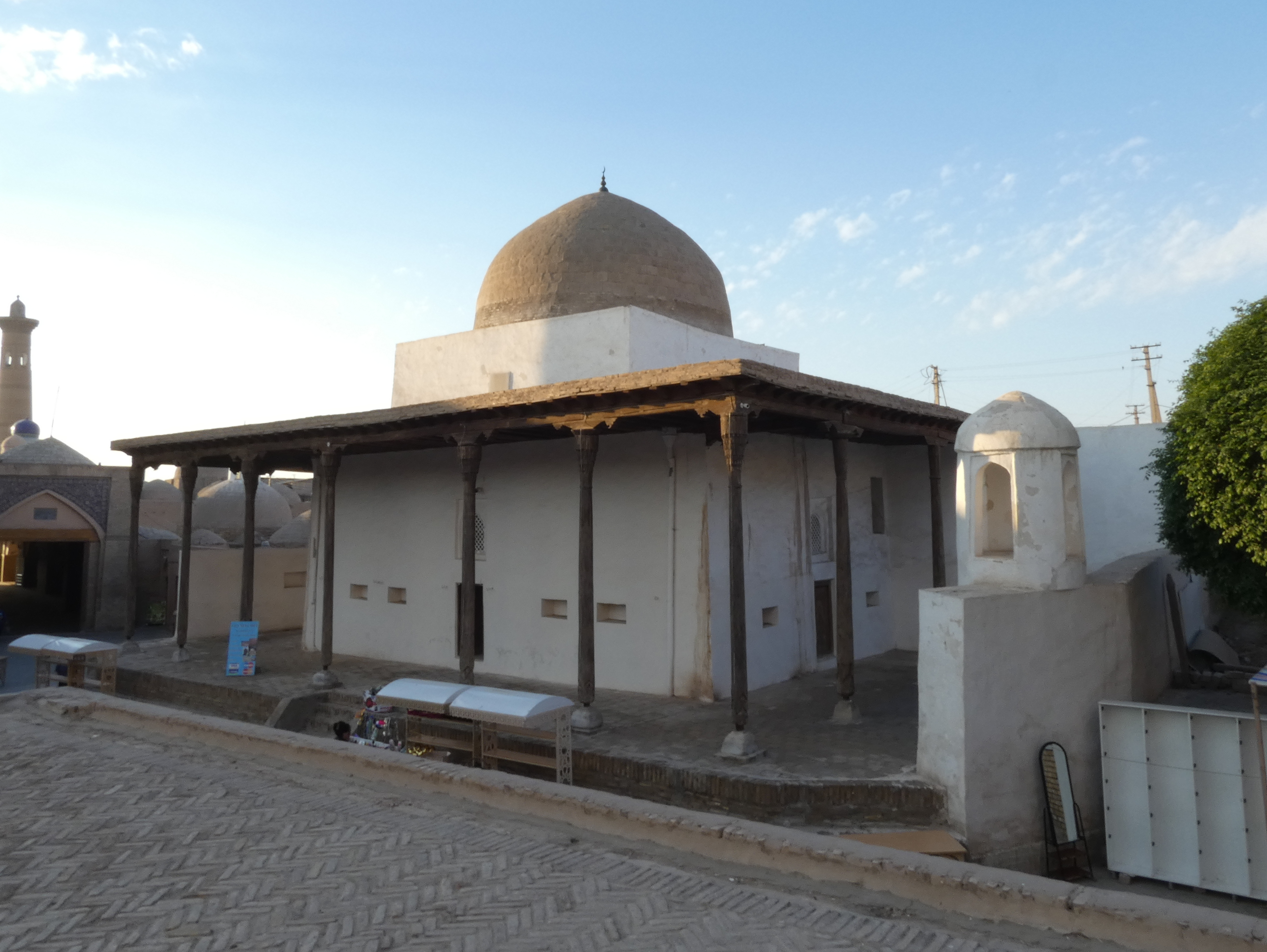
Die Ak-Moschee, welche Anusch Khan bauen ließ

Anusch Muhammed († 1687) war Khan des Khanats Chiwa. Er herrschte von 1663 bis 1687. Er ließ unter anderem die Ak-Moschee oder auch Weiße Moschee im Osten der zum UNESCO-Welterbe gehörenden Altstadt Chiwas Ichan Qalʼа errichten. Wahrscheinlich der Vater ließ das Badehaus Anusch Khan zu Ehren seines Sohnes als Waqf der Moschee bauen.
Bereits als Sechzehnjähriger bewährte sich Anusch Muhammed als Truppenführer seines Vaters Abu’l Ghazi Bahadur Khan im Krieg gegen den Khan von Buchara (1654/5). Er galt aber auch als Mann der Bildung und vollendete die historischen Schriften seines Vaters. Mit der Abdankung und dem sukzessiven Tod Abu’l Ghazis wurde er 1663 selbst der Khan Chiwas.
1669 weilte eine von Zar Alexei (reg. 1645–1676) geschickte russische Gesandtschaft unter den Brüdern Boris und Semen Pazukhin in Chiwa. Sie sollte unter anderem russische Gefangene freikaufen, die Handelswege nach Indien erkunden, die Gebeine eines Märtyrers suchen und die bucharischen Händler nach Astrachan und Moskau einladen.
Anusch Muhammed brach den Krieg gegen Bucharas Khan Abd al-Aziz (reg. 1645–1678) erneut vom Zaun, erlitt aber im Kampf um Buchara eine schwere Niederlage, als sich Abd al-Aziz überraschend den Weg in die Stadt freikämpfte. Trotzdem dankte Abd al-Aziz zugunsten seines Bruders Subhan Quli (reg. 1678/80–1702) ab, welcher anscheinend Anusch Muhammed zu diesem Feldzug angestiftet hatte.
Es folgten weitere Feldzüge Anusch Muhammeds gegen Buchara und nebenbei auch in die persische Provinz Chorasan. Sie führten 1684/85 erneut bis vor die Tore der Stadt, endeten aber allesamt mit verlustreichen Niederlagen. Die Emire wurden unzufrieden mit seiner Herrschaft und veranlassten ihn, seinem Sohn Muhammad Erenk Truppen zu unterstellen, damit dieser sie gegen einen angeblichen Angriff der Kalmücken führen sollte.
Muhammad Erenk rebellierte, setzte seinen Vater ab und ließ ihn blenden.